# SqueezeNet
SqueezeNet és el nom d'una xarxa neuronal profunda per a la visió per ordinador que es va llançar el 2016. SqueezeNet va ser desenvolupada per investigadors de DeepScale, la Universitat de Califòrnia, Berkeley i la Universitat Stanford. En dissenyar SqueezeNet, l'objectiu dels autors era crear una xarxa neuronal més petita amb menys paràmetres que encaixin més fàcilment a la memòria de l'ordinador i es puguin transmetre més fàcilment a través d'una xarxa informàtica.
SqueezeNet es va publicar originalment el 22 de febrer de 2016. Aquesta versió original de SqueezeNet es va implementar a la part superior del marc de programari d'aprenentatge profund Caffe. Poc després, la comunitat de recerca de codi obert va portar SqueezeNet a una sèrie d'altres marcs d'aprenentatge profund. El 26 de febrer de 2016, Eddie Bell va llançar un port de SqueezeNet per al marc d'aprenentatge profund de Chainer. El 2 de març de 2016, Guo Haria va llançar un port de SqueezeNet per al framework Apache MXNet. El 3 de juny de 2016, Tammy Yang va llançar un port de SqueezeNet per al marc Keras. El 2017, empreses com Baidu, Xilinx, Imagination Technologies i Synopsys van demostrar que SqueezeNet funcionava en plataformes de processament de baix consum com ara telèfons intel·ligents, FPGA i processadors personalitzats.
A partir del 2018, SqueezeNet s'envia "de manera nativa" com a part del codi font d'una sèrie de marcs d'aprenentatge profund com PyTorch, Apache MXNet i Apple CoreML. A més, els desenvolupadors de tercers han creat implementacions de SqueezeNet compatibles amb marcs com TensorFlow.